# 朴性夏
朴 性夏（パク・ソンハ、朝鮮語: 박성하、1908年3月27日 - 没年不詳）は、大韓民国の僧侶、政治家。第2代韓国国会議員。

## 経歴
大邱出身。中央仏教専門学校（恵化専門学校、現・東国大学校）文学科卒、京城仏教研究院教学部高等科卒。住職、仏国寺仏教総務局長、農民啓蒙家、社会事業家、仏教の宣教師、仏教慶北教務院長、国民会慶北道支部農林部長・道本部農民部長などを務めた。1950年の第2代総選挙に中央仏教委員会の候補として出馬・当選し、国会文教委員・国防委員・懲戒資格委員長、中央教務議会議員を務めた。政界引退後は1954年から東国大学校理事長を務めた。